# ウィニペゴシス湖
ウィニペゴシス湖（ウィニペゴシスこ、英: Lake Winnipegosis）は、カナダのマニトバ州にある湖。州都ウィニペグの北西およそ300kmに位置する。面積はカナダの湖で11番目に大きい5370平方キロ。かつてはウィニピグース湖（Lake Winipigoos）やウィニピジス湖（Lake Winipigis）と呼ばれたが、現在では使われない。
全長は240kmで、マニトバ州中部にある湖のなかではウィニペグ湖に次いで2番目に大きい（3番目はマニトバ湖）。これらの湖は太古のアガシー湖氷河の底にあたる。
北のシーダー湖との間は幅最低6kmの、南東のマニトバ湖とは幅最低3kmの陸地で隔てられている。湖中央あたりには湖内で最大の島バーチ島がある。
流入河川にはモッシー川、ポイント川、パイン川、ノースダック川、ペリカン川、ショール川、スティープロック川、レッドディア川、オーバーフローイング川がある。流域面積はマニトバ州とサスカチュワン州の4万9825平方キロに及ぶ。南東部ロングアイランド湾からウエストウォーターヘン川とリトルウォーターヘン川が流れ出す。その先はウォーターヘン湖、マニトバ湖、ウィニペグ湖、ネルソン川と経由して最終的にハドソン湾に至る。
湖名は「泥水」を意味する「ウィニペグ」に指小辞が付いたもので、「少ない泥水」という意味。ウォールアイなどの淡水魚とおびただしい数の渡り鳥で知られ、秋は狩猟でにぎわう。
湖岸にはキャンパーヴィルやウィニペゴシスといった村落がある。ウィニペゴシスは湖の南端に位置する、人口700人ほどの村である。